# Tatort: Der Tod spielt mit
Der Tod spielt mit ist ein Fernsehfilm aus der Krimireihe Tatort. Der vom Mitteldeutschen Rundfunk produzierte Beitrag wurde am 27. Juli 1997 im Programm Das Erste erstausgestrahlt. Es handelt sich um die Tatort-Folge 366. Für Ehrlicher und Kain, verkörpert von Peter Sodann und Bernd Michael Lade, geht es in ihrem 15. gemeinsamen Fall um mehrfachen Mord und die Folgen einer Vergewaltigung.

## Handlung
Bei einem Brandanschlag auf einen Imbissstand kommt Dirk Bachmann zu Tode. Seinem Bruder Zacharias Bachmann gehören diverse Imbissbuden. Die Kriminalhauptkommissare Bruno Ehrlicher und Kain, die mit der Aufklärung des Falles beauftragt sind, bekommen von Bachmann zu hören, dass sein Bruder mehr Anstand im Leib gehabt habe als zehn von ihrer Sorte. Weitere Fragen der Kommissare beantwortet er ausweichend und zeigt sich an einer Zusammenarbeit nicht interessiert.  
Auf dem Gelände der American-Football-Mannschaft Dresdner Cobras stellt Lothar Wagner zwei seiner Mitspieler zur Rede im Hinblick auf den Brandanschlag auf die Imbissbude. Er meint, er habe immer gewusst, dass so etwas einmal passieren werde, und macht deutlich, dass er mit dem Vorgehen seiner Freunde Arno und Mike nicht einverstanden ist. Kurz darauf trifft Karin, Cheerleader bei den Footballern, ihren Freund Erich Kleist, der sechs Monate im Gefängnis war. Immer wenn er sie küssen will, wendet sie den Kopf ab und antwortet ausweichend auf seine spätere Frage, dass sie sich erst wieder an ihn gewöhnen müsse. Als Ehrlicher und Kain anderentags zu einem weiteren Unglücksfall gerufen werden, erklärt ihnen der Gerichtsmediziner, dass der Mann, der im Auto sitzt, schon tot gewesen sei, als das Auto gegen den Baum gefahren wurde. Bei dem Toten handelt es sich um Erich Kleist. Er hatte Zacharias Bachmann nach einem Footballspiel mehrere Knochen gebrochen, weswegen er eine Strafe verbüßen musste. Als Kain Karin aufsucht, ist auch ihre Freundin Andrea anwesend. Karin will den Tod ihres Freundes nicht wahrhaben. Ehrlicher trifft sich unterdessen mit Bachmann und fragt ihn nach seinem Alibi für die letzte Nacht. Bachmann lässt den Kommissar wissen, dass er sich aus tiefstem Herzen freue, dass es endlich einmal einen von denen erwischt habe. Auf Ehrlichers Nachfrage, was das heiße, reagiert er nicht. 
Im Sportraum des Vereins informiert Lothar Wagner seine Freunde Mike und Arno darüber, dass er aussteigen wolle. Nach einigen sarkastischen Bemerkungen meint Mike dann, dass das vielleicht ganz gut sei, dann müsse er seine weinerliche Visage nicht mehr sehen. Auf Arnos Einwand: „Und wenn er uns verpfeift“, erwidert Mike nur in verächtlichem Tonfall „der?“ Als Lothar Wagner kurze Zeit später in der Sauna einen Aufguss macht, bricht er tot zusammen, nachdem er sich zuvor verzweifelt an den Hals gegriffen hat. Untersuchungen ergeben, dass das Aufgusswasser aus der Flasche mit Cyan-Nitrat durchsetzt war. Lothars Mutter Annemarie, die im Rollstuhl sitzt, merkt man ihre Verzweiflung an. Ihr Junge sei immer anständig gewesen, alle hätten ihn gemocht. Kain findet in Lothars Zimmer ein grünes Gummimännchen, wie auch schon eines vor der ausgebrannten Imbissbude lag. Die Kommissare sind unterschiedlicher Meinung über den Fall, Kain meint, es gäbe scheinbar eine Abschussliste, Ehrlicher dagegen ist davon überzeugt, dass es keine Verbindung der beiden Fälle gäbe. 
Auf dem Gelände eines Transportunternehmens, das ebenfalls Bachmann gehört und Tierkadaver transportiert, finden die Kommissare diesen an einem Haken hängend unter der Decke und befreien ihn. Er ist jedoch nach wie vor nicht bereit, irgendetwas auszusagen und verweist die Beamten sogar des Grundstücks. Kain versucht noch einmal mit Erich Kleists Freundin Karin zu sprechen, die ihm berichtet, dass Bachmann vor Erichs Entlassung öfter bei ihr angerufen und gedroht habe, die ganze Bande kaltzumachen. Zu Kains Vermutung, dass Erich und seine Freunde in Schutzgelderpressungen verwickelt seien, äußert sie sich nicht. So sieht Kain sich noch einmal auf dem Gelände des Transportunternehmens um und stellt fest, dass Bachmann Fleischlieferungen hinsichtlich der Haltbarkeitsdaten manipuliert hat. Dieses eigentlich nicht mehr zum Verzehr geeignete Fleisch hat er dann gewinnbringend in seinen eigenen Imbissbuden verkauft. Arno, Mike und seine Freunde haben das herausbekommen und Bachmann mit ihrem Wissen erpresst. Da das Gewerbeaufsichtsamt zweifelsfrei feststellt, dass das Fleisch in Bachmanns Buden mehr als zwei Monate überfällig ist, gibt Bachmann in die Enge getrieben endlich zu, dass die Jungen ihn erpresst hätten, bleibt aber dabei, dass er keinen von ihnen umgebracht habe. Vielleicht sei es ja Mike gewesen, der vor neun Monaten als erster plötzlich bei ihm aufgetaucht sei und 10.000 DM verlangt habe. Zwei Monate später seien die anderen gekommen und hätten das Doppelte verlangt und vor etwa zwei Wochen seien sie wieder erschienen. Er habe sich jedoch geweigert und dann hätten sie seinen Bruder umgebracht.
Als Arno anderentags auf dem Sportplatz aus seiner Flasche trinkt, bekommt er Atemnot und nur Ehrlichers Eingreifen, der ihn zum Erbrechen bringt, ist es zu verdanken, dass das für ihn nicht auch tödlich endet. Kain verfolgt inzwischen den flüchtenden Mike, der ihm jedoch entkommen kann. Arno gibt im Krankenhaus zu, dass sie Lothar Wagner das Mittel in die Flasche getan hätten, die den Aufguss enthielt, ihn aber nicht töten, sondern lediglich einen Schrecken hätten einjagen wollen. Warum Erich Kleist tot sei, wisse er nicht. Inzwischen hat Mike eine Möglichkeit gefunden, seine Freundin Andrea, die sich in Begleitung von Karin befindet, zu bitten, das Geld, das er in seiner Wohnung versteckt habe, für ihn zu holen und dann zu ihrem Treffpunkt zu kommen. Als die Mädchen mit dem Geld wieder in ihrer Wohnung sind, klingeln Ehrlicher und Kain. Auf die Frage, womit sie die von ihr präparierten Schmetterlinge töte, antwortet Andrea, mit Cyan-Nitrat. Die Beamten nehmen sie daraufhin mit aufs Kommissariat. Ihre Vernehmung ergibt, dass Karin vor etwa drei Monaten im Zuge einer Feier vergewaltigt worden ist, womit sie nicht klargekommen sei. Andrea meint, sie habe nicht gewusst, wie sie der Freundin hätte helfen können. Als Erich davon erfahren habe, sei er auf Mike losgegangen, der sich nur gewehrt habe und dabei sei es dann passiert. Alles sei so schnell gegangen, sie wisse gar nicht genau, wie. Auf Ehrlichers dringende Bitte verrät sie, wo sie sich mit ihrem Freund Mike treffen wollte. Gerade als die Kommissare am Treffpunkt auftauchen, ist Karin im Begriff auch Mike eine tödliche Spritze mit dem Gift zu verabreichen. Abgelenkt durch Kains Ruf, kann Mike flüchten, und Karin richtet die Giftspritze gegen sich selbst. Mike kann von Ehrlicher festgenommen werden, Kain gelingt es allerdings nicht, Karin dazu zu bringen, von ihrem Vorhaben abzulassen. Die junge Frau kann nicht mehr gerettet werden. Ehrlicher meint zu seinem Kollegen, der Mensch habe sich seit 5000 Jahren nicht verändert, er sei immer so gewesen wie heute. Auf Kains Frage, wie er denn heute sei, antwortet er: „Verletzbar.“

## Rezeption

### Einschaltquote
Bei ihrer Erstausstrahlung hatte diese Tatort-Folge 6,64 Mio. Zuschauer, was einem Marktanteil von 22,05 % entsprach.

### Kritik
„Das Dresdener Duo benötigt mal wieder vier Leichen, um den Krimi (mehr Inhalt) einigermaßen auf Kurs zu halten. Das spricht nicht für Autor Christian Limmer. Und die Inszenierung? 90er-Jahre-post-DDR-Look, eine Verschnarchtheit, die nicht zu dieser brachialen Leichen-und-Vergewaltigungs-Geschichte passt…“

„Vier Leichen, eine Vergewaltigung - das Drehbuch ist arg überfrachtet. Fazit: Viele Tote und doch zu wenig Herzblut.“